# Sten Jönsson
Sten A. Jönsson, född 12 december 1940, är en svensk företagsekonom.
Jönsson är sedan 1976 professor i redovisning och finansiering vid Handelshögskolan vid Göteborgs universitet. Han har bland annat studerat normbildning inom redovisning, och har i detta ämne publicerat Eliten och normerna: Drivkrafter i utvecklingen av redovisningspraxis (1985). Vidare har han forskat om beteendevetenskapliga aspekter på ekonomistyrning i offentlig sektor.